# Níobeth
Níobeth fue un grupo español de metal sinfónico formado en 2004 por el compositor y guitarrista Jesús Díez y por la cantante y compositora Itea Benedicto en la ciudad de Albacete. Su estilo musical destaca por su carga melódica con presencia de guitarras, orquestación y voz de soprano.

## Historia
Níobeth nace en la ciudad de Albacete (España), en el verano de 2004, a raíz del encuentro entre Jesús Díez (guitarra y composición) e Itea Benedicto (voz de soprano y composición), y empieza a consolidarse hacia agosto de 2005, con la formación completa y sus primeras presentaciones en directo.
En 2006 graban su maqueta Infinite Ocean Of Stars, con 6 temas. Tras la grabación, ocurren algunos cambios en la formación del grupo incorporándose Santi Tejedor a los teclados y al violín y Alberto Trigueros a la batería.
Tras realizar diversas actuaciones por España, el grupo se mete en el estudio en agosto de 2008 para grabar su primer álbum, The Shining Harmony Of Universe. El disco sale a la venta en octubre de 2008 en España y cuenta con un gran repertorio de colaboraciones, como el coro Orfeón de la Mancha, Juanba Nadal al bajo y la instrumentista Lourdes Guillén a la flauta, ocarina y piccolo, aportando gran variedad instrumental al trabajo. Su duración se acerca a los 70 minutos e incluye una canción en alemán (el Aria de la Reina de la Noche, de La flauta mágica de Mozart) y otra en japonés, en homenaje a las víctimas de los ataques nucleares en Hiroshima y Nagasaki.
El disco es lanzado y distribuido en Japón por el sello discográfico Rubicon Music (Doro, Holy Moses, Stream of Passion, Operatika...) el 11 de septiembre de 2009. La edición japonesa del álbum incluye una canción adicional llamada "Dreaming" así como un DVD de regalo con el videoclip de "The Whisper Of Rain" y algunos extras relacionados.
El grupo ha visitado escenarios como Razzmatazz, Sala Caracol, Ritmo y Compás, Sala Q, Bilbo Rock, Café Antzoki, Viña Rock (edición 2009), Teatro Circo de Albacete (concierto con colaboración en directo del coro que aparece en el disco, el Orfeón de la Mancha), Leyendas del Rock (edición 2010), etc., en su gira española The Shining Tour, presentando el disco por todo el país.
El 28 de mayo de 2009 la banda presenta su primer videoclip, del sencillo "The Whisper Of Rain". El 10 de junio de 2009 sale a la venta Autumnal, séptimo álbum de estudio de la banda de power metal Dark Moor, en el cual Itea participa en el álbum como segunda voz en todas las canciones. En septiembre del mismo año, acompañan a los noruegos Sirenia en las cuatro fechas de su gira española por Barcelona, Alicante, Madrid y Bilbao, obteniendo muy buenas críticas de sus actuaciones en directo por parte de los medios especializados.
En la primavera de 2010 lanzan Dreaming, un EP destinado a recaudar fondos para la reconstrucción de Haití, del que también filman un videoclip.
En enero de 2011 desvelan el título y la portada de su nuevo álbum, Silvery Moonbeams, con fecha de lanzamiento para Europa el 3 de septiembre de 2011 y que será lanzado en todo el mundo.
El disco está compuesto por un total de 12 temas que superan la hora de duración. El libreto incluye ilustraciones conceptuales sobre cada uno de los temas, además de las letras, fotos y otros contenidos. Fue grabado en Mathlab Recording Studio (Prato, Italia) y mezclado en Fireworks Estudios (Valencia, España), siendo masterizado por Mika Jusila en Finnvox (Helsinki, Finlandia) y fue el último álbum de la banda, ya que las diferencias entre los miembros del grupo llevaron a la disolución del mismo en diciembre de 2011.

## Miembros
- Itea Benedicto: voz (soprano) y composición (miembro fundador).
- Jesús Díez: guitarra y composición (miembro fundador).
- Javi Palacios: bajo (desde 2009).
- Alberto Izquierdo: batería (desde 2009).

## Antiguos miembros
- Santi Tejedor: teclado, violín y gaita (2007-2009).
- Alberto Trigueros: batería (2007-2008).
- Ana Montoro: bajo (2005-2007)

## Discografía
- Infinite Ocean Of Stars (maqueta, 2006).
- The Shining Harmony Of Universe (2008).
- Dreaming (EP, 2010).
- Silvery Moonbeams (2011).

## Videoclips
- The Whisper of Rain (2008).
- Dreaming (2010).[11]
- Eclipse (2011).[12]